# 厚裂缅茄
厚裂缅茄（Afzelia pachyloba），又名白色缅茄，是豆科缅茄属的一种热带经济树种。它发现于热带西非和中非，并受到栖息地破坏的威胁。